# Kiteretsu Daihyakka: Chōjikū Sugoroku
Kiteretsu Daihyakka: Chōjikū Sugoroku (キテレツ大百科 超時空すごろく?) es un videojuego desarrollado por la compañía Fill in Cafe y publicado por Video System en el año 1995 en Japón para la consola Super Famicom. Este es un juego de mesa estilo juego de la oca basado en la serie de manga y anime Kiteretsu Daihyakka, en el que cinco personajes controlados por un jugador o el CPU compiten en diversos tableros.

## Información general
Kiteretsu Daihyakka: Chōjikū Sugoroku es el tercer y último juego basado en la saga Kiteretsu Daihyakka, su antecesor fue el título Kiteretsu Daihyakka: Bouken Ooedo Juraki para Game Boy, aunque estos juegos no tienen relación argumental ni de jugabilidad.
Este es básicamente un juego de la oca en donde los jugadores compiten por sumar puntos y llegar a la meta. El juego fue diseñado especialmente para ser jugado con hasta cinco personas, aunque usando sólo dos controles, así que deben ir alternándose los turnos y los controles. El jugador puede optar por una partida de entre dos y cinco jugadores y puede seleccionar cuales serán controlados por jugadores y cuales por el CPU, incluso se pueden iniciar partidas sin jugadores en donde todos los personajes son controlados por el CPU.
El juego incluye cinco tableros distintos, cada uno representando a una época de la historia humana, esto hace referencia a que los personajes de la serie Kiteretsu Daihyakka podían viajar en el tiempo. De todos modos el juego no tiene un argumento definido y es simplemente una competencia amistosa entre los personajes.

## Personajes
El juego presenta un total de cinco personajes seleccionables para competir.
- Kiteretsu (Eiichi Kite): Su nombre es Eiichi Kite, aunque sus amigos le llaman Kiteretsu. Es un chico de 11 años normal y corriente, aunque tiene una gran capacidad de inventar que aprendió de la enciclopedia de su antepasado, el Maestro Kiteretsu, la cual sólo se puede leer con unas gafas que él mismo construyó, y que también sirven para corregir su miopía. Lleva un polo aguamarina, pantalones cortos y una visera con una "K" estilizada, (K de Kiteretsu), y mide 1,46 metros de altura.
- Korosuke: Es un robot, con la apariencia y comportamiento de un niño de cinco años, que dice ser samurái. Está hecho con los tubos de una aspiradora, un balde y una pelota, y mide 50 centímetros de altura, 30 de anchura y pesa 10 kilogramos. Lleva un sable y siempre amenaza con cortarse la coleta para conseguir lo que busca. Lo creó Kiteretsu cuando tenía seis años, y desde entonces son amigos.
- Miyoko Nonohana: También le llaman Miyo. Es la única chica del reparto principal, y es básicamente la novia de Kiteretsu. Es lista, toca el piano y es atrevida uniéndose a cualquier plan. Es muy amiga de Koro, ayudándole en sus desventuras. Mide 1,44 metros de altura.  Su vestimenta solamente varía en que en verano lleva mangas cortas y en invierno, primavera y otoño mangas largas y unos pequeños tirantes.
- Buta Gorilla (Kaoru Kumada): Es un niño que trabaja como verdulero en la verdulería Yaohachi, junto sus padres. Es compañero de clase de Kiteretsu, Miyoko y Tongari, y mejor amigo de Tongari aunque siempre le pega y le manda ser su ayudante, obligándole hacer hasta los repartos. Llama a Koro cebollino y cuando habla siempre dice: "¡Verduras!", como su padre. Siempre lleva una camiseta azul y una gorra. Mide 1,51 metros de altura, siendo el más alto del grupo.
- Tongari Koichi: Es el mejor amigo de Gorila. Es un niño de familia muy rica, es decir que tiene el estereotipo de niño presumido e idiota. Presume delante de Kiteretsu, Korosuke y Gorila de sus juguetes extranjeros, aunque Gorila le pega y le obliga a ser su "esclavo". Lleva camiseta roja y pantalones cortos independientemente de la época del año, y mide 1,40 metros, siendo el más bajo del grupo.

## Mecánica y jugabilidad
El juego se desarrolla en partidas individuales en donde se pueden preseleccionar el número de participantes (de 2 a 5), el número de jugadores humanos y el número de rondas que se van a jugar. Luego de esto se puede seleccionar uno de entre siete tableros para que sea el escenario de juego. Cada tablero presenta una temática y un diseño distinto que varía en complejidad.
La partida inicia con todos los jugadores en el mismo punto de partida, en donde cada uno tiene su turno para moverse. El objetivo es avanzar a lo largo de los casilleros, sumando puntos y finalmente ser el primero en llegar a la meta. En cada turno el jugador tiene dos opciones básicas: moverse o usar un objeto.
Para moverse el jugador debe hacer girar unos slots, que representan al dado de los juegos de mesa reales. Los slots muestran números aleatorios a una gran velocidad, cuando el jugador detiene el sorteo, el slot muestra un número del 1 al 6, que determina la cantidad de casilleros que puede avanzar.
Los casilleros contienen todo tipo de prendas, que se activan cuando el jugador se para sobre uno de ellos. Algunos regalan objetos y puntos al jugador, mientras que otros castigan al jugador haciéndolo retroceder o dejándolo dormido por un par de turnos. Los objetos conseguidos pueden usarse al costo de un turno para obtener beneficios como aumentar el número de pasos a avanzar o causar una desventaja en un oponente a elección.
Cuando dos jugadores caen en el mismo casillero, se lleva a cabo un minijuego muy rápido y sencillo en donde ambos se enfrentan. El ganador además de obtener puntos puede robar uno de los objetos del enemigo. Los minijuegos contienen desafíos basados en el azar (lanzar dados para ver quien obtiene el mayor número o un juego de piedra, papel y tijeras) y también en presionar rápidamente los botones (carrera de atletismo, lucha de sumo).
Cuando uno de los personajes llega a la meta, el juego termina y se muestran los resultados en un podio con los tres primeros. El vencedor es quien haya sumado la mayor cantidad de puntos.

## Escenarios
Hay un total de siete escenarios que se pueden seleccionar libremente para iniciar la partida.
- Tiempo prehistórico
- Edad antigua
- Antiguo Japón
- Europa medieval
- Japón feudal
- Revolución industrial
- Presente (1995)

## Curiosidades
- En el escenario de la Edad Antigua aparecen varios monumentos famosos de la historia humana: Los moais de la Isla de Pascua, el Stonehenge, las líneas de Nazca, las pirámides de Mesoamérica, las pirámides de Egipto y la Esfinge.